# Alix (bande dessinée)
Pour les articles homonymes, voir Alix.
Alix est une série de bande dessinée écrite et dessinée par Jacques Martin à partir de 1948, publiée par les éditions Casterman dont les intrigues se déroulent à l'époque de Jules César, principalement à Rome, en Gaule, en Mésopotamie, en Afrique et en Asie Mineure. Le style des dessins est apparenté à la ligne claire. La série porte le nom de son héros, esclave d'origine gauloise devenu citoyen romain et proche de César.

## Auteurs
Créateur d'Alix, Jacques Martin a longtemps assuré seul les scénarios et le dessin de la série.
De 1998 à 2005, Rafael Morales dessine la série en collaboration avec Marc Henniquiau, tandis que Jacques Martin continue à préparer les scénarios, le découpage et la mise en place.
Une seconde équipe a vu le jour en 2004, avec la mise en chantier d'un nouvel album, dessiné par Cédric Hervan, qui a maintenant cédé sa place à Christophe Simon. Depuis l'album C'était à Khorsabad (2006), Jacques Martin a arrêté de faire les découpages et les esquisses de chaque planche comme il en avait l'habitude jusque-là, malgré son âge et ses problèmes de vue. Il a alors réalisé des synopsis (résumés assez courts mais complets de l'intrigue) et c'est un scénariste qui s'est chargé de la mise en pages.
Après François Maingoval, c'est au tour de Patrick Weber d'assumer cette tâche pour l'album 26 L'Ibère (novembre 2007) avec Christophe Simon pour les dessins.
Parallèlement à l'équipe Simon-Weber, une deuxième équipe s'est mise en place, constituée du dessinateur belge Ferry, toujours associé à Patrick Weber. Cette équipe a réalisé La Cité engloutie, le 28e épisode de la série.
Le projet de reprendre la série a été confié à Marco Venanzi qui a écrit et scénarisé le 29e tome sorti en octobre 2010. D'autres auteurs ont suivi pour les tomes suivants.

## Personnages

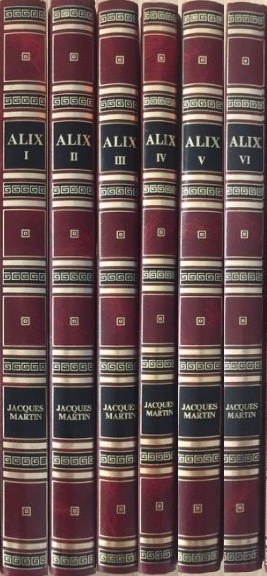
Intégrale Alix Rombaldi I à VI.

Alix Graccushéros de la série, jeune esclave d'origine gauloise qui devient le fils adoptif d'un riche romain, Honorus Galla. Ami de César, il est caractérisé par son courage exemplaire et le tiraillement entre son origine gauloise et son adoption romaine. Il aura un fils avec Lidia Octavia, sœur de l'empereur Auguste, Titus (voir la série Alix Senator).
Enakce garçon de quatorze ans, qui ne devait pas au départ devenir un des principaux personnages, est le fidèle ami d'Alix. Les deux jeunes gens se rencontrent à Alexandrie dans l'épisode Le Sphinx d'or pour ne plus se quitter. Il devait intervenir uniquement dans cet album, mais à la suite des demandes des lecteurs il devient l'un des principaux protagonistes de l'histoire. Enak semble être un prince égyptien à partir de l'album Le Prince du Nil - bien que le doute subsiste quant à la réalité de ce titre. Il aura un fils nommé Képhren, né d'une suivante de la reine Cléopâtre (voir la série Alix Senator).
Arbacèsennemi juré des héros qu'ils retrouvent à de nombreuses reprises sur leur chemin. Il est fourbe et cruel. Il apparaît dans l'album Alix l'intrépide, album où il achète Alix et en fait son esclave.
Adroclèsfrère d'Arbacès, il est moins violent que ce dernier mais tout autant retors. Il manifeste néanmoins une admiration (réciproque) pour Alix. Il apparaît dans La Tour de Babel et dans Le Cheval de Troie.
Galvacenturion de l'armée romaine qu'Alix rencontre une première fois dans La Griffe noire et qu'il retrouvera régulièrement par la suite, notamment en Gaule. Il meurt dans l'épisode Le Testament de César.
Héraklionjeune Spartiate, fils de la dernière reine de Sparte, il deviendra le protégé d'Alix après la mort de sa mère et la destruction de la citadelle sur laquelle elle régnait.
Horatiusgénéral de plusieurs légions et ferme soutien de César, il sera le tuteur d'Héraklion et un grand ami d'Alix, souvent sauveteur providentiel. Il meurt dans l'album Le Cheval de Troie.
CésarJules César, lui-même, protecteur d'Alix même si la conscience de ce dernier s'oppose parfois aux intérêts du grand homme.
Cléopâtrela célèbre reine d'Égypte qu'Alix aura l'occasion de rencontrer.
PompéePompée, personnage historique, ex-allié désormais rival de César. Il cherchera souvent à éliminer Alix, sans y parvenir.
Vanikcousin gaulois d'Alix qui devient agent et soutien de César en Gaule.
Alix rencontre de nombreux personnages secondaires : Numa Sadulus, Senoris, Qaâ... mais également des personnages historiques comme Vercingétorix, Jules César, Pompée, Auguste, Livie...

## Titres parus

### Histoire de la publication

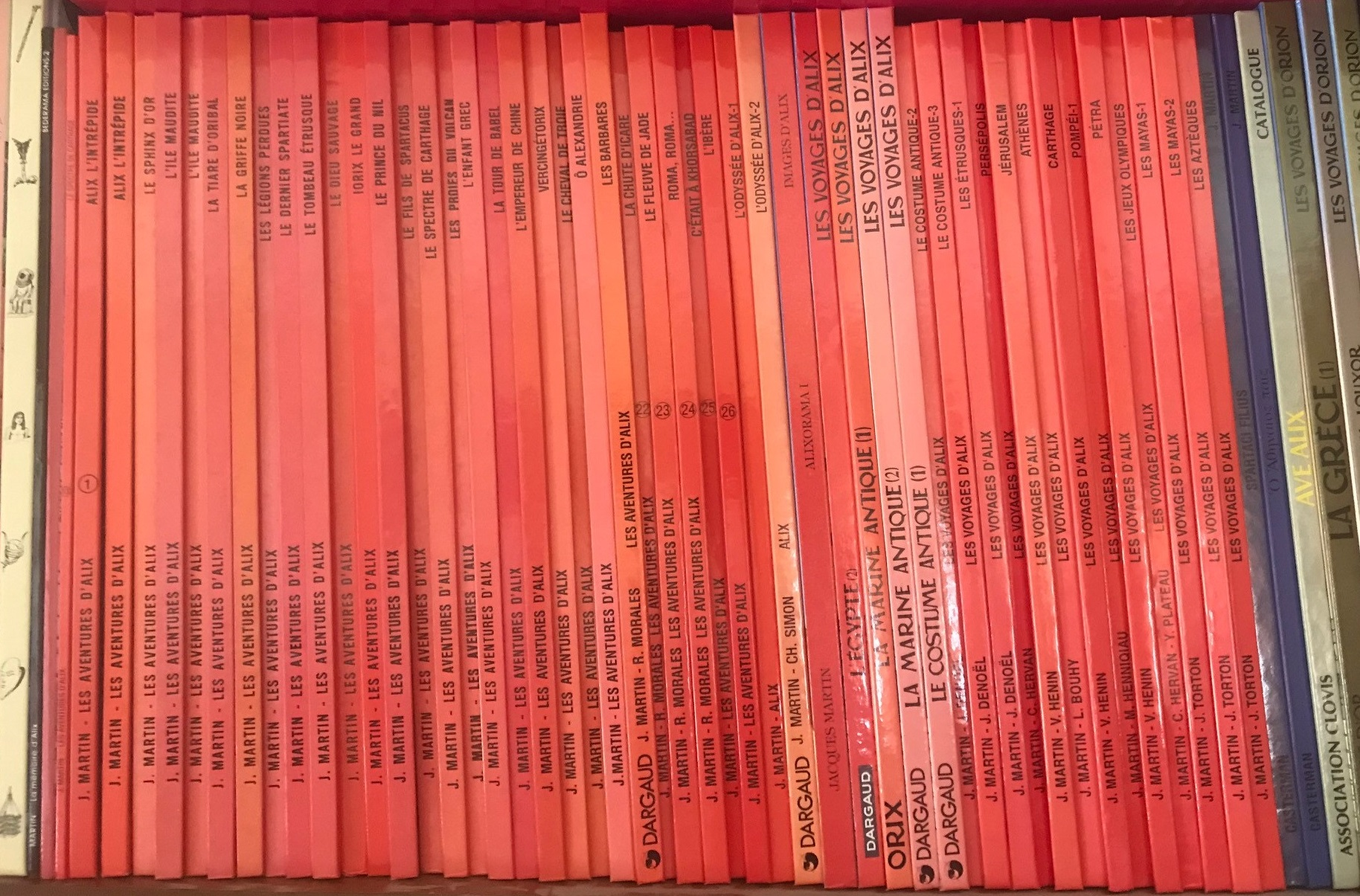
Série Alix.

Alix est d'abord paru en feuilleton dans le Journal de Tintin, à partir du no 38 du 16 septembre 1948. Trois autres aventures ont paru avant d’être reprises en album cartonné aux éditions du Lombard, qui continuera comme éditeur jusqu’au cinquième album en 1959 (La Griffe noire). L’association avec Tintin s'est terminée avec Vercingétorix en 1985. Depuis, les titres paraissent uniquement en album. La maison Casterman a repris la série en 1966 avec le sixième album, mais les premiers titres restaient indisponibles jusqu’en 1969-1973.
Une série animée sur l'univers de Alix a été produite en 1999 par une société de production française.
À partir de l'album Le Testament de César, le premier à paraître après la mort de Jacques Martin, l'ordre chronologique de la série ne correspond plus à l'ordre de parution des albums. Certains sont datés et font référence à des intrigues d'albums précédents, par exemple, Le Testament de César, vingt-neuvième album de la série se déroule avant L'Ibère, le vingt-sixième album. En effet, il est fait référence à la campagne en Hispanie que César va partir mener contre les fils de Pompée dans ce dernier album, campagne à laquelle on assiste dans L'Ibère. Par la suite, d'autres albums sont eux-mêmes venus s'intercaler chronologiquement entre plusieurs autres précédemment publiés.
En 2012, ce sont plus de 25 millions d'exemplaires d'Alix qui ont été vendus.

### Les Aventures d’Alixpar Jacques Martin seul
| N°  | Titre                  | Date de parution | Date de parution | Date de parution | ISBN                 |
| N°  | Titre                  | Tintin           | Le Lombard       | Casterman        | ISBN                 |
| --- | ---------------------- | ---------------- | ---------------- | ---------------- | -------------------- |
| 1.  | Alix l'intrépide       | 1948-1949        | 1956             | 1973             | (ISBN 2-203-31210-6) |
| 2.  | Le Sphinx d'or         | 1949-1950        | 1956             | 1971             | (ISBN 2-203-31208-4) |
| 3.  | L'Île maudite          | 1951-1952        | 1957             | 1969             | (ISBN 2-203-31206-8) |
| 4.  | La Tiare d'Oribal      | 1955-1956        | 1958             | 1966             | (ISBN 2-203-31203-3) |
| 5.  | La Griffe noire        | 1957-1959        | 1959             | 1965             | (ISBN 2-203-31202-5) |
| 6.  | Les Légions perdues    | 1962-1963        |                  | 1965             | (ISBN 2-203-31201-7) |
| 7.  | Le Dernier Spartiate   | 1966-1967        |                  | 1967             | (ISBN 2-203-31204-1) |
| 8.  | Le Tombeau étrusque    | 1967-1968        |                  | 1968             | (ISBN 2-203-31205-X) |
| 9.  | Le Dieu sauvage        | 1969             |                  | 1970             | (ISBN 2-203-31207-6) |
| 10. | Iorix le grand         | 1971-1972        |                  | 1972             | (ISBN 2-203-31209-2) |
| 11. | Le Prince du Nil       | 1973             |                  | 1974             | (ISBN 2-203-31211-4) |
| 12. | Le Fils de Spartacus   | 1974             |                  | 1975             | (ISBN 2-203-31212-2) |
| 13. | Le Spectre de Carthage | 1976             |                  | 1977             | (ISBN 2-203-31213-0) |
| 14. | Les Proies du volcan   | 1977             |                  | 1978             | (ISBN 2-203-31214-9) |
| 15. | L'Enfant grec          | 1979             |                  | 1980             | (ISBN 2-203-31215-7) |
| 16. | La Tour de Babel       | 1981             |                  | 1981             | (ISBN 2-203-31216-5) |
| 17. | L'Empereur de Chine    | 1982             |                  | 1983             | (ISBN 2-203-31217-3) |
| 18. | Vercingétorix          | 1985             |                  | 1985             | (ISBN 2-203-31218-1) |
| 19. | Le Cheval de Troie     |                  |                  | 1988             | (ISBN 2-203-31219-X) |

### Les Aventures d’Alixpar Jacques Martin avec collaborateurs
| N° | Titre               | Date | Scénario                                        | Dessins                                         | ISBN                 |
| -- | ------------------- | ---- | ----------------------------------------------- | ----------------------------------------------- | -------------------- |
| 20 | Ô Alexandrie        | 1996 | Jacques Martin                                  | Jacques Martin, Rafael Morales, Marc Henniquiau | (ISBN 2-203-31220-3) |
| 21 | Les Barbares        | 1998 | Jacques Martin                                  | Rafael Morales Marc Henniquiau                  | (ISBN 2-203-31221-1) |
| 22 | La Chute d'Icare    | 2001 | Jacques Martin                                  | Rafael Morales Marc Henniquiau                  | (ISBN 2-203-31222-X) |
| 23 | Le Fleuve de jade   | 2003 | Jacques Martin                                  | Rafael Morales Marc Henniquiau                  | (ISBN 2-203-31223-8) |
| 24 | Roma, Roma...       | 2005 | Jacques Martin                                  | Rafael Morales Marc Henniquiau                  | (ISBN 2-203-31224-6) |
| 25 | C'était à Khorsabad | 2006 | Jacques Martin, François Maingoval              | Cédric Hervan Christophe Simon                  | (ISBN 2-203-31225-4) |
| 26 | L'Ibère             | 2007 | François Maingoval Patrick Weber Jacques Martin | Christophe Simon                                | (ISBN 2-203-31226-2) |
| 27 | Le Démon du Pharos  | 2008 | Patrick Weber Jacques Martin                    | Christophe Simon                                | (ISBN 2-203-01472-5) |
| 28 | La Cité engloutie   | 2009 | Patrick Weber Jacques Martin                    | Ferry                                           | (ISBN 2-203-01218-8) |

### Les Aventures d’Alixsans Jacques Martin
En octobre 2010 est sorti le 29e tome de la série, premier épisode à sortir depuis la mort de Jacques Martin en janvier. Ce tome, scénarisé et dessiné par Marco Venanzi, est intitulé Le Testament de César.
| N°  | Titre                    | Date | Scénario             | Dessins                                            | ISBN                     |
| --- | ------------------------ | ---- | -------------------- | -------------------------------------------------- | ------------------------ |
| 29. | Le Testament de César    | 2010 | Marco Venanzi        | Marco Venanzi                                      | (ISBN 2-203-02540-9)     |
| 30. | La Conjuration de Baal   | 2011 | Michel Lafon         | Christophe Simon                                   | (ISBN 978-2-203-03594-2) |
| 31. | L'Ombre de Sarapis       | 2012 | François Corteggiani | Marco Venanzi, Mathieu Barthélémy, Véronique Robin | (ISBN 978-2-203-02542-4) |
| 32. | La Dernière Conquête     | 2013 | Géraldine Ranouil    | Marc Jailloux, Corinne Billon                      | (ISBN 978-2-203-01725-2) |
| 33. | Britannia                | 2014 | Mathieu Breda        | Marc Jailloux                                      | (ISBN 978-2-203-07401-9) |
| 34. | Par-delà le Styx         | 2015 | Mathieu Breda        | Marc Jailloux                                      | (ISBN 978-2-203-09369-0) |
| 35. | L'Or de Saturne          | 2016 | Pierre Valmour       | Marco Venanzi                                      | (ISBN 978-2-203-07096-7) |
| 36. | Le Serment du gladiateur | 2017 | Mathieu Bréda        | Marc Jailloux                                      | (ISBN 978-2-203-11809-6) |
| 37. | Veni Vidi Vici           | 2018 | David B.             | Giorgio Albertini                                  | (ISBN 978-2-203-16184-9) |
| 38. | Les Helvètes             | 2019 | Mathieu Bréda        | Marc Jailloux                                      | (ISBN 978-2-203-16662-2) |
| 39. | Le Dieu sans nom         | 2020 | David B.             | Giorgio Albertini                                  | (ISBN 9782203196780)     |
| 40. | L'Œil du Minotaure       | 2021 | Valérie Mangin       | Chrys Millien                                      | (ISBN 9782203221765)     |
| 41. | La Reine des Amazones    | 2023 | Valérie Mangin       | Chrys Millien                                      | (ISBN 9782203244542)     |
| 42. | Le bouclier d'Achille    | 2023 | Roger Seiter         | Marc Jailloux                                      | (ISBN 9782203232785)     |
| 43. | Le Gardien du Nil        | 2024 | Valérie Mangin       | Chrys Millien                                      | (ISBN 9782203257054)     |
| 44. | Le Royaume Interdit      | 2025 | Roger Seiter         | Marc Jailloux                                      | (ISBN 9782203255692)     |

### Alix Senator
Le 12 septembre 2012 sort le premier tome d’Alix Senator intitulé Les Aigles de sang, écrit par Valérie Mangin et dessiné par Thierry Démarez, d'après le personnage créé par Jacques Martin. L'histoire d’Alix Senator se déroule lorsque Auguste est nommé empereur, soit plus d'une vingtaine d'années après les aventures d'Alix. Alix est devenu sénateur et vit à Rome avec son fils Titus et Khephren, le fils d'Enak (ce dernier étant apparemment mort en Égypte dans des circonstances encore inconnues, à la suite des décès de Cléopâtre et Marc-Antoine). Le meurtre sauvage de son ami Agrippa (beau-frère d'Auguste) par un aigle aux serres d'or le sort de sa retraite d'aventurier. Il est alors chargé par Auguste de mener discrètement l'enquête ; rapidement, les initiatives de ses fils font progresser l'enquête.
| N°  | Titre                      | Date | Scénario       | Dessins         | Couleurs              | ISBN                 |
| --- | -------------------------- | ---- | -------------- | --------------- | --------------------- | -------------------- |
| 1.  | Les Aigles de sang         | 2012 | Valérie Mangin | Thierry Démarez | Thierry Démarez       | (ISBN 9782203045668) |
| 2.  | Le Dernier Pharaon         | 2013 | Valérie Mangin | Thierry Démarez | Thierry Démarez       | (ISBN 9782203066373) |
| 3.  | La Conjuration des rapaces | 2014 | Valérie Mangin | Thierry Démarez | Thierry Démarez       | (ISBN 9782203078581) |
| 4.  | Les Démons de Sparte       | 2015 | Valérie Mangin | Thierry Démarez | Fabien Alquier        | (ISBN 9782203089211) |
| 5.  | Le Hurlement de Cybèle     | 2016 | Valérie Mangin | Thierry Démarez | Jean-Jacques Chagnaud | (ISBN 9782203100923) |
| 6.  | La montagne des morts      | 2017 | Valérie Mangin | Thierry Démarez | Jean-Jacques Chagnaud | (ISBN 9782203115989) |
| 7.  | La Puissance et l'Éternité | 2018 | Valérie Mangin | Thierry Démarez | Jean-Jacques Chagnaud | (ISBN 9782203136892) |
| 8.  | La Cité des poisons        | 2018 | Valérie Mangin | Thierry Démarez | Jean-Jacques Chagnaud | (ISBN 9782203159198) |
| 9.  | Les Spectres de Rome       | 2019 | Valérie Mangin | Thierry Démarez | Jean-Jacques Chagnaud | (ISBN 9782203168756) |
| 10. | La Forêt Carnivore         | 2020 | Valérie Mangin | Thierry Démarez | Jean-Jacques Chagnaud | (ISBN 9782203192621) |
| 11. | L'Esclave de Khorsabad     | 2020 | Valérie Mangin | Thierry Démarez | Jean-Jacques Chagnaud | (ISBN 9782203208292) |
| 12. | Le Disque d'Osiris         | 2021 | Valérie Mangin | Thierry Démarez | Jean-Jacques Chagnaud | (ISBN 9782203211544) |
| 13. | L'Antre du minotaure       | 2022 | Valérie Mangin | Thierry Démarez | Jean-Jacques Chagnaud | (ISBN 9782203242876) |
| 14. | Le Serment d'Arminius      | 2023 | Valérie Mangin | Thierry Démarez | Jean-Jacques Chagnaud | (ISBN 9782203228207) |
| 15. | Les Cercles des géants     | 2024 | Valérie Mangin | Thierry Démarez | Jean-Jacques Chagnaud | (ISBN 9782203257627) |
| 16. | L'Atlantide                | 2025 | Valérie Mangin | Thierry Démarez | Jean-Jacques Chagnaud | En production        |
| 17. | Le Maitre des Masques[5]   | 2026 | Valérie Mangin | Thierry Démarez | Jean-Jacques Chagnaud | En production        |

### Les Voyages d'Alix
Cette série d'albums illustrés retrace la géographie et l'histoire de l'Antiquité avec des illustrations inspirées des aventures d'Alix. Ces ouvrages sont surtout des ouvrages de documentation, le but étant de découvrir l'Antiquité sous un crayon semblable à celui de Jacques Martin, de représenter des sites antiques tels qu'ils étaient à l'époque.
| N°  | Titre                                        | Date | Éditeur   | Dessins                                          | ISBN                     |
| --- | -------------------------------------------- | ---- | --------- | ------------------------------------------------ | ------------------------ |
| 1.  | Rome 1                                       | 1996 | Orix      | Gilles Chaillet                                  | (ISBN 2-203-32910-6)     |
| 2.  | L'Égypte 1                                   | 1996 | Orix      | Rafael Morales                                   | (ISBN 2-205-04417-6)     |
| 3.  | La Marine antique 1                          | 1997 | Orix      | Marc Henniquiau                                  | (ISBN 2-205-04481-8)     |
| 4.  | La Grèce 1                                   | 1997 | Orix      | Pierre de Broche                                 | (ISBN 2-205-04418-4)     |
| 5.  | La Grèce 2                                   | 1998 | Dargaud   | Pierre de Broche                                 | (ISBN 2-205-04419-2)     |
| 6.  | Rome 2                                       | 1999 | Dargaud   | Gilles Chaillet                                  | (ISBN 2-205-04943-7)     |
| 7.  | La Marine antique 2                          | 1999 | Dargaud   | Marc Henniquiau                                  | (ISBN 2-205-04634-9)     |
| 8.  | Le Costume antique 1                         | 1999 | Dargaud   | Jacques Denoël                                   | (ISBN 2-205-04696-9)     |
| 9.  | L'Égypte 2                                   | 2000 | Dargaud   | Rafael Morales                                   | (ISBN 2-205-04599-7)     |
| 10. | Le Costume antique 2                         | 2000 | Casterman | Jacques Denoël                                   | (ISBN 2-203-32919-X)     |
| 11. | Carthage                                     | 2000 | Casterman | Vincent Henin                                    | (ISBN 2-203-32920-3)     |
| 12. | Athènes                                      | 2001 | Casterman | Laurent Bouhy                                    | (ISBN 2-203-32923-8)     |
| 13. | Le Costume antique 3                         | 2002 | Casterman | Jacques Denoël                                   | (ISBN 2-203-32924-6)     |
| 14. | Jérusalem                                    | 2002 | Casterman | Vincent Henin                                    | (ISBN 2-203-32925-4)     |
| 15. | Pompéi                                       | 2002 | Casterman | Marc Henniquiau                                  | (ISBN 2-203-32922-X)     |
| 16. | Persépolis                                   | 2003 | Casterman | Cédric Hervan                                    | (ISBN 2-203-32927-0)     |
| 17. | Pétra                                        | 2003 | Casterman | Vincent Henin                                    | (ISBN 2-203-32929-7)     |
| 18. | Les Mayas 1                                  | 2004 | Casterman | Jeronaton                                        | (ISBN 2-203-32931-9)     |
| 19. | Les Étrusques                                | 2004 | Casterman | Jeronaton                                        | (ISBN 2-203-32930-0)     |
| 20. | Les Jeux olympiques                          | 2004 | Casterman | Cédric Hervan, Yves Plateau                      | (ISBN 2-203-32935-1)     |
| 21. | Les Mayas 2                                  | 2005 | Casterman | Jeronaton                                        | (ISBN 2-203-32938-6)     |
| 22. | Les Aztèques                                 | 2005 | Casterman | Jeronaton                                        | (ISBN 2-203-32940-8)     |
| 23. | Les Vikings                                  | 2006 | Casterman | Éric Lenaerts                                    | (ISBN 2-203-32937-8)     |
| 24. | Lutèce                                       | 2006 | Casterman | Vincent Henin                                    | (ISBN 2-203-32933-5)     |
| 25. | Les Incas                                    | 2006 | Casterman | Jeronaton                                        | (ISBN 2-203-32943-2)     |
| 26. | Les Étrusques 2                              | 2007 | Casterman | Jacques Denoël                                   | (ISBN 2-203-32930-0)     |
| 27. | La Chine                                     | 2008 | Casterman | Erwin Drèze                                      | (ISBN 2-203-01612-4)     |
| 28. | Alexandre le conquérant                      | 2009 | Casterman | De Wulf, Christophe Simon, De Marck              | (ISBN 2-203-32939-4)     |
| 29. | L'Égypte 3                                   | 2009 | Casterman | Rafael Morales, Léonardo Palmisano               | (ISBN 2-203-32928-9)     |
| 30. | Lugdunum (Lyon)                              | 2009 | Casterman | Gilbert Bouchard                                 | (ISBN 2-203-32934-3)     |
| 31. | Arausio (Orange) - Vasio (Vaison-La-Romaine) | 2010 | Casterman | Marco Venanzi, Alex Evang                        | (ISBN 2-203-03409-2)     |
| 32. | Vienna (Vienne)                              | 2011 | Casterman | Gilbert Bouchard, Benoît Helly                   | (ISBN 2-203-01592-6)     |
| 33. | Nemausus (Nîmes) - Le pont du Gard           | 2012 | Casterman | Jacques Denoël, Éric Teyssier                    | (ISBN 2-203-03410-6)     |
| 34. | Aquae Sextiae (Aix en Provence)              | 2013 | Casterman | Alex Evang, Yves Plateau, Jérôme Presti          | (ISBN 978-2-203-05770-8) |
| 35. | Babylone - Mésopotamie                       | 2013 | Casterman | Jean-Marie Ruffieux                              | (ISBN 978-2-203-05821-7) |
| 36. | Massalia (Marseille)                         | 2013 | Casterman | Gilbert Bouchard, Alex Evang                     | (ISBN 978-2-203-04777-8) |
| 37. | Alésia                                       | 2014 | Casterman | Pascal Davoz, Wyllow                             | (ISBN 978-2-203-02544-8) |
| 38. | Les Gladiateurs                              | 2017 | Casterman | Éric Teyssier, Marco Venanzi, Mathieu Barthélemy | (ISBN 978-2-203-12079-2) |
| 39. | L'Helvétie                                   | 2019 | Casterman | Christophe Goumand, Marco Venanzi                | (ISBN 978-2-203-08504-6) |

### Alix raconte(collection arrêtée)
Il ne s'agit pas ici de la série créée par Jacques Martin, lequel n'intervient pas dans l'élaboration de ces albums. Chaque album de cette série de bande dessinée présente la biographie romancée d'un personnage clé de l'Antiquité. Quand l'époque l'autorise, Alix est d'ailleurs présent en tant que personnage secondaire. Le scénario des trois premiers albums est de François Maingoval.
| N° | Titre              | Date | Éditeur   | Scénario           | Dessins        | ISBN                 |
| -- | ------------------ | ---- | --------- | ------------------ | -------------- | -------------------- |
| 1. | Alexandre le Grand | 2008 | Casterman | François Maingoval | Jeronaton      | (ISBN 2-203-30603-3) |
| 2. | Cléopâtre          | 2008 | Casterman | François Maingoval | Éric Leenaerts | (ISBN 2-203-30604-1) |
| 3. | Néron              | 2008 | Casterman | François Maingoval | Yves Plateau   | (ISBN 2-203-30605-X) |

### Alix Origines
En février 2019 paraît le premier volume d'Alix Origines : L’Enfance d’un Gaulois, sur la jeunesse du personnage. Le scénario est signé Marc Bourgne et Laurent Libessart assure le dessin et les couleurs.
La décision de créer une série explorant l'enfance d'Alix revient à Benoît Mouchart, directeur éditorial bande dessinée des Éditions Casterman, qui souhaitait ainsi renouveler le lectorat et gagner un public jeune (à partir de dix ans) qui ne lit plus Alix. Pour écrire cette nouvelle série, Benoît Mouchart a sollicité Marc Bourgne, qu'il connaît depuis l'adolescence et qu'il sait grand admirateur d'Alix, lequel a proposé que le dessin soit confié à Laurent Libessart, qui avait déjà dessiné une série se déroulant dans la Gaule antique (Le Casque d'Agris). Benoît Mouchart a souhaité s'éloigner graphiquement de Jacques Martin pour trouver un style plus inspiré du manga, tout en insistant sur l'exactitude historique du récit et des dessins.
Marc Bourgne imagine quel aurait pu être le passé d'Alix avant qu'on ne le découvre jeune esclave dans la cité assyrienne de Khorsabad dans Alix l'intrépide, le premier album de la série-mère, à partir des quelques éléments donnés par Jacques Martin dans les albums Alix l'intrépide, Le Sphinx d'or, Iorix le grand et C'était à Khorsabad, en souhaitant tout à la fois conquérir un jeune lectorat et faire plaisir aux « vieux fans » dont il déclare faire partie.
Le premier tome se situe en 61 av. J.-C., soit 8 ans avant Alix l'intrépide et présente le jeune Alix, fils d'Astorix, chef du peuple gaulois des Éduens, dont il est destiné à suivre les traces, qui va devoir déjouer un complot qui menace sa famille.
Cette série, éloignée du style ligne claire, reçoit un accueil négatif sur BDZoom et sur BD Gest', mais plutôt positif sur Actua BD et sur Planète BD.
Trois autres tomes sont parus chez le même éditeur : Le peuple du feu (1.09.2021) ; Le démon de Torralba (1.04.2022) ; La reine en péril (7.06.2023). 
| N° | Titre                  | Date | Éditeur   | Scénario     | Dessins et couleurs | ISBN                     |
| -- | ---------------------- | ---- | --------- | ------------ | ------------------- | ------------------------ |
| 1. | L'Enfance d'un gaulois | 2019 | Casterman | Marc Bourgne | Laurent Libessart   | (ISBN 978-2-203-14140-7) |

### Albums spéciaux et hors-série
- Spartaci filius, 1983.Version latine du Fils de Spartacus.
- L'Enfant grec, 1983. Version grecque.
- Jacques Martin, L'Odyssée d'Alix, Casterman, 1987 :

1. L'Odyssée d'Alix. Grand format, 1987, réédité formal normal en 1999.
2. L'Odyssée d'Alix, t.2, dessins de Christophe Simon, Dargaud, 1999.

### Portfolios et apparentés
- La Mémoire d'Alix, éd. Bédérama, 1980. Portfolio relié préfacé par François Rivière)
- Scènes de la Vie Antique, éd. Alain Littaye, 1983. Portfolio tiré à 1500 ex. avec textes de François Rivière.
- Jacques Martin, éd. Ligne claire, 1983. Portfolio, 99 ex. + 24 HC.
- Alix l'intrépide, 1986. Commémoration des « 40 ans d'exercice de la BD par l'auteur », 1 300 ex. au format planche.
- Alix…, éd. Hélyode, 1992. Portfolio relié toilé blanc tiré à 80 ex., avec textes de François Rivière.
- François Rivière, Images d'Alix, Hélyode, 1992
- Images Captives - Alix, éd. Casterman/Jacques Martin/Bedefonce/Bédéphage, 2001. Portfolio relié « à l'italienne », 400 ex.
- Icarios, éd. Point Image - JVDH, coll. Paroles & Croquis no 2, 2002. Carnet de croquis de Rafael Moralès et Jacques Martin, préliminaires à La Chute d'Icare, 800 ex.
- Les Voyages d'Alix - Persépolis, éd. Point Image - JVDH, coll. Paroles & Croquis, 2003. Carnet de croquis de Cédric Hervan et Jacques Martin A5, 500 ex.
- Alix, 60 ans de couvertures, Casterman, 2008. Toutes les couvertures d'Alix pour le journal Tintin agrémentées d'une biographie détaillée et de nombreux dessins restés inédits.

### Albums d'entretiens illustrés
- Michel Robert (interview) et Jacques Martin, La Voie d'Alix, entretiens avec Jacques Martin, Dargaud, coll. « Alix », 1999
- Thierry Groensteen (interview et critique), Alain De Kuyssche (interview) et Jacques Martin, Avec Alix, l'univers de Jacques Martin, Casterman, 1984Réédité et mis à jour en 1986 puis 2002.

## Adaptations et produits dérivés

### Romans
Ces romans publiés par Casterman sont écrits par Alain Hammerstein et illustrés par Jean-François Charles. Certains adaptent des histoires déjà existantes, d'autres sont inédites.
1. Alix l'intrépide, 2004.
2. Le Sortilège de Khorsabad (inédit), 2004.
3. L'Ombre de César (inédit), 2004.
4. Le Sphinx d'or, 2004.

### Guide de voyage
- Thérèse de Cherisey et Jacques Martin, Rome - Itinéraires avec Alix, Casterman, collection « City guides Itinéraires », 2009

### Disque
- Alix l'intrépide, disque 33 tours 25 cm S coll. Le Disque d'Aventure no 7, éd. Festival, par Jean Maurel, 1960. Voix d'Alix : Claude Vincent.

### Série animée
- Alix, série animée en 26 épisodes de 24 minutes, éd. Carrère/Projet Images Films/Sipec/Videal, pour FR3 et Télé München, 1998. Voix d'Alix : Christophe Lemoine. Édition VHS 1999 et DVD 2002.

### Statuettes
- Statuette Alix, éd. Leblon-Delienne/Casterman, 999 ex., 2000 (1re version antérieure : couleur de peau et chevelure différents)
- Statuette Enak, éd. Leblon-Delienne/Casterman, 999 ex., 2002
- Statuette Alix gladiateur, Christian Merland/Casterman, 45 ex., 2004
- Statuette La griffe noire, Christian Merland/Casterman, 35 ex., 2009

### Pastiches
- Alex l'intrépide, par Dupa, Journal de Tintin du 29 septembre 1981
- Axile, par Roger Brunel, Pastiches tome 1, Glénat, 1980

### Iconographie
Alix a fait l'objet d'un timbre postal belge en 2007.
Pour l'occasion, La Poste belge, en collaboration avec le Centre belge de la bande dessinée, édite un ouvrage intitulé Les Expéditions d'Alix.

### Jeu
Un jeu de plateau, Le Grand Jeu Alix, Stratégie et conquête dans le monde antique, est édité par Casterman.

## Analyse

### Inspirations
Si le premier épisode reprend fortement Ben-Hur, que ce soit dans son pitch, ses scènes, et parfois même ses plans, les albums suivants sont l'occasion d'un approfondissement du personnage d'Alix et d'un élargissement de l'action.
Dans plusieurs albums, la politique contemporaine est transposée dans des histoires, que ce soit la collaboration dans Les Proies du volcan où un chef justifie d'avoir livré les otages aux envahisseurs ou la guerre d'Algérie dans La Griffe Noire (des officiers romains massacrent les habitants d'une ville sous un prétexte fallacieux) et Le Dieu sauvage (le mot de passe des sentinelles étant la devise de Thomas Robert Bugeaud).
Malgré quelques imprécisions dans les décors (présence des contreforts turcs et vénitiens sur le mur de soutènement de Cimon, du belvédère de la reine Amélie et du musée archéologique à Athènes) et les costumes (les tenues gauloises ressemblent surtout à des vêtements du Second Empire), les reconstitutions historiques des décors sont souvent très fidèles et exactes.
La représentation des mœurs oscille quant à elle entre la réalité historique et le cliché, puisant dans les œuvres de Suétone (Le Fils de Spartacus), Pétrone (Iorix le Grand) et Carcopino.

### Homoérotisme dans l'univers d'Alix
La question a été posée à de nombreuses reprises de savoir s'il y a de l'homoérotisme,,, voire une éventuelle relation homosexuelle entre le héros et son compagnon Enak. L'homoérotisme passerait notamment par le dessin du corps des hommes, souvent peu vêtu dans la mesure où l'époque et le climat le permettaient. Il est accentué par le faible nombre de femmes apparaissant dans la série, et l'absence de relations amoureuses dépeintes ouvertement, initialement en raison de la censure dans les années 1950.
Par ailleurs, la probabilité d'une telle volonté artistique apparaît faible, car malgré tout les deux principaux protagonistes auront par la suite des relations intimes avec des personnes de l'autre sexe (il est sous entendu à de nombreuses reprises qu'Alix aurait eu des relations sexuelles avec la reine Cléopâtre, et Enak a un enfant avec une de ses servantes). Enfin, précisons que les deux personnages poseront nus ensemble pour une sculpture sans paraître gênés ou excités l'un par l'autre, on ne peut donc pas proprement parler d'homoérotisme. 
Toutefois, à l'appui de cette interprétation, les magazines Le Gai Pied etTêtu ont publié des illustrations d'Alix et Enak et des articles sur la série. Les deux héros sont devenus des icônes gay dans la communauté homosexuelle en France.
Dans plusieurs interviews, Jacques Martin s'est exprimé sur ce sujet, en refusant de trancher le débat :
- « À la réflexion, il y a tout lieu de penser et de constater que certains groupes homosexuels se sont emparés d'Alix et d'Enak comme des images emblématiques malgré le fait qu'ils n'aient pas du tout été créés pour cela. Ainsi donc, je pense que cette situation est irréversible parce que beaucoup d'homosexuels ont besoin de figures de proue et qu'ils s'identifient à ce duo libre, fier et esthétiquement réussi[19] ».
- « C'est au lecteur de réagir selon sa sensibilité parce qu'Alix et Enak sont à mon sens, des archétypes du monde antique. Toutefois dans les images de mes albums, il n'y a aucune vignette provocatrice et rien n'indique qu'ils aient des rapports intimes. Mais, il est évident que je ne peux empêcher certain lecteur d'imaginer, d'affabuler ou même de fantasmer sur ces deux personnages car j'en conviens ils peuvent prêter à toutes sortes d'interprétation[19] ».

### Vidéographie
- Les héros de papier ne meurent jamais, réalisé par Xavier Truti et Jean-Michel Dury, DVD Ere Productions, 2009. Film documentaire de 54 minutes consacré à la vie et à la carrière de Jacques Martin.